# Xã Payne, Quận Sedgwick, Kansas
Xã Payne (tiếng Anh: Payne Township) là một xã thuộc quận Sedgwick, tiểu bang Kansas, Hoa Kỳ. Năm 2010, dân số của xã này là 937 người.